# Raffaella de Riso
Raffaella La Vecchia de Riso (Santa Margherita Ligure, 14 maggio 1969) è una giornalista, conduttrice televisiva, autrice e conduttrice di telepromozioni e televendite italiana.

## Biografia
La carriera televisiva di Raffaella de Riso inizia su Italia 1 nel 1986, dove compare al fianco del conduttore Marco Predolin nel programma preserale Il gioco delle coppie (versione italiana del format televisivo statunitense The Dating Game). Sempre nello stesso anno fa parte del cast del settimanale Sandra e Raimondo Show, programma in onda su Canale 5 con Sandra Mondaini e Raimondo Vianello. Nel 1987 è la valletta della prima serie de La ruota della fortuna, trasmessa dalla syndication di Odeon TV , condotta da Casti (Augusto Mondelli), con la regia di Franco Bianca.
Nel 1989 inizia a collaborare con l'emittente lombarda Antennatre, collaborazione che durerà più di 10 anni. Il primo programma condotto, di cui è anche autrice, è  Cose Nostre, un settimanale di attualità con Gigi Speroni. Dal 1990 al 1992 conduce per tre stagioni, insieme a Nicola Forcignanò e Ricky Albertosi, il programma sul calcio dedicato alle partite domenicali dell'emittente (trasmesso anche da altre televisioni locali in tutta Italia), curando la parte relativa ai giochi. Nel 1993 conduce Al Lupo al Lupo, programma sulla sessualità che vede presente in studio il medico andrologo Maurizio Bossi.
Nel 1998 il ritorno alle reti Mediaset come conduttrice di televendite su Italia 1, Rete 4 e Canale 5 a fianco di Cesare Cadeo, Patrizia Rossetti, Giorgio Mastrota, Attilio Ierna.
Si cimenta anche come attrice, interpretando il ruolo di Serena Varani nella soap opera Vivere, in onda su Canale 5 nel 2002.
Nel 2003 inizia a collaborare con Home Shopping Europe, il primo canale interamente dedicato alla televendite. Raffaella de Riso era la testimonial della linea cosmetica "Antiquae Thermae delle Terme di Chianciano".
Dal 1998 ad oggi, Raffaella de Riso ha consolidato il suo ruolo di conduttrice di televendite presentando, in particolare, i prodotti di grandi aziende quali Eminflex, Mondial Casa, L'Angolo di Roberto (EURODABI), Amerika Star, Monika Sport, Techno Casa, Efferre Costruzioni, Ondaflex, Buona Vacanza Viaggi, Magicsan e Global Relax in onda sulle reti Mediaset, sulle principali emittenti regionali e locali e sul canale 912 di Sky.
Nel 2008 ritorna in seconda serata presentando "I Bellissimi di Rete 4".
Raffaella de Riso negli ultimi anni ha prestato la sua collaborazione a grandi aziende quali Assicurazioni Generali, Salmoiraghi & Viganò, Callegaris, Alleanza Assicurazioni, Intercomp per la conduzione delle loro convention e congressi.